# 777
Вижте пояснителната страница за други значения на 777.

## Починали
- Телериг